# Histoire des Témoins de Jéhovah
L'histoire des Témoins de Jéhovah commence dans les années 1870 lorsque Charles Taze Russell prend la tête d'un groupe d'étude de la Bible à Pittsburgh, en Pennsylvanie. À l'origine désignés sous le nom d'« Étudiants de la Bible », les Témoins connaissent un schisme important en 1917 alors que Joseph Franklin Rutherford vient de prendre la présidence du mouvement. Rutherford, qui avait annoncé 1925 comme la date d'Armageddon, donne une nouvelle direction au mouvement et le rebaptise « Témoins de Jéhovah » en 1931.
Après la mort de Rutherford, Nathan Homer Knorr assure la présidence de la Société Watchtower, organisation qui supervise les activités des Témoins de Jéhovah. Dès 1966, l'année 1975 est présentée comme la date possible d’Armageddon. L'échec de cette prédiction entraine un remaniement important, si bien que depuis 1976, la direction du mouvement est assurée par un corps gouvernant appelé Collège central (Governing Body en anglais).

## Les débuts avec Russell (1870-1916)

### Influences
Élevé dans une famille presbytérienne, Charles Taze Russell a presque perdu la foi lorsqu'il rencontre le prêcheur adventiste Jonas Wendell,, un des héritiers spirituels du millerisme, en 1870. Sa foi ravivée, Russell organise un groupe d'étude de la Bible à Pittsburgh, en Pennsylvanie. Les ministres adventistes George Storrs (éditeur de la revue Bible Examiner) et George Stetson (pasteur de l'Église chrétienne de l'avènement d'Edinboro), se révélèrent des influences puissantes dès les premiers temps de leur collaboration, et c'est auprès d'eux qu'il puise son inspiration millénariste. Par exemple, George Storrs est un ardent défenseur de la croyance selon laquelle l'âme est mortelle, et l'immortalité est selon lui un don que recevront les chrétiens fidèles. Il pense aussi que l'enfer de feu n'existe pas et publie notamment le livre Six sermons (200 000 exemplaires) résumant sa vision théologique. Joseph Seiss, pasteur méthodiste inspire également Russell.
En janvier 1876, Russell rencontre Nelson H. Barbour, qu'il connait d'abord à travers le périodique adventiste qu'il édite à l'époque. Russell adopte plus tard la chronologie biblique de Barbour, elle-même éditée à l'origine par Christopher Bowen en 1861. Barbour, tout comme Wendell, prévoit un retour du Christ pour 1873, et, la date passée, reporte sa prévision à 1874. Convaincu de cet enseignement, Russell décide d'entreprendre dès lors une campagne de prédication. Une fois la date atteinte, il déclare que le Christ est bien revenu en 1874, mais de manière invisible. Il apporte en outre une aide financière à Barbour et devient le corédacteur de son magazine, le Herald of the morning (Le héraut du matin). En 1877, Russell fait paraître la brochure The Object and the Manner of our Lord's return consacrée au retour du Christ, et avec Barbour publie conjointement le livre The Three Worlds (Les Trois Mondes), un ouvrage traitant principalement du rétablissement et des prophéties basées sur ce qu'ils considèrent comme la chronologie biblique. Ils différent cependant de la plupart des adeptes du second adventisme en ce qu'ils enseignent qu'Adam aurait une nouvelle chance de vivre dans une terre paradisiaque.
Toutefois, dans le numéro d'août 1878 du Hérald of the morning, Barbour écrit un article dans lequel il affirme que la mort du Christ n'a pas de valeur substitutive. Estimant que cela revient à nier la doctrine du rachat des péchés, Russell publie d'autres articles[réf. nécessaire] qui défendent cet enseignement. À la suite de ce désaccord persistant, il se dissocie finalement d'avec Barbour en juillet 1879 et commence rapidement à éditer son propre magazine, Zion's Watch Tower and Herald of Christ's Presence (Le Phare de la Tour de Sion et Messager de la Présence de Christ), aujourd'hui connu sous le nom de La Tour de garde, dont le premier numéro est tiré à 6 000 exemplaires. Il maintient l'enseignement de Barbour selon lequel les « temps de la fin » ont commencé en 1799 et le Christ est revenu de manière invisible en 1874. L'année 1878 devient alors la date du couronnement du Christ comme roi dans les cieux, de la résurrection des oints, et du jugement de la chrétienté par Dieu. 1914 devient le terme d'une période de moisson qui aboutit à la conclusion d'Armageddon.

### Enseignement des «Étudiants de la Bible»
À la suite de leur examen analytique de la Bible, le pasteur Russell ainsi que d'autres Étudiants de la Bible en étaient venus à croire que la foi et les traditions chrétiennes contenaient d'importantes erreurs, et qu'il fallait désormais rétablir le véritable christianisme tel qu'il était enseigné et pratiqué au Ier siècle. Ils estimaient toutefois que leurs croyances n'étaient ni nouvelles, ni personnelles, mais celles de Christ, bien que leurs idées aient souvent été déclarées hérétiques par les chefs et disciples des Églises d'alors. Russell rejoignait d'autres confessions issues du protestantisme quant à la supériorité de la Bible, ainsi que la doctrine de la justification par la foi seule, mais estimait que des erreurs avaient entaché leur interprétation. Il était d'accord avec beaucoup de protestants du XIXe siècle, y compris Millerites, sur le concept d'une grande apostasie qui aurait commencé à la fin du Ier siècle, ainsi que sur la croyance dans l'avènement imminent du Christ et la venue d'Har-Maguédôn. Les domaines dans lesquels ses interprétations scripturales différaient de celles des catholiques et de beaucoup de protestants concernent notamment :
- L'enfer de feu, réfuté. Russell maintenait qu'il y aurait une résurrection céleste de 144 000 membres oints et des membres de la « grande foule » (selon Apocalypse 7, 9-17) en tant que classe céleste secondaire, et que le reste de l'humanité dormirait dans la mort, attendant une résurrection terrestre.
- La Trinité, telle qu'elle était habituellement présentée. Russell croyait en la divinité de Jésus-Christ, mais divergea de l'orthodoxie en enseignant que Jésus avait reçu cette divinité comme cadeau de son Père céleste, après sa mort sur la croix. Il enseignait également que l'esprit saint n'était pas une personne, mais la manifestation de la puissance de Dieu.
- Russell calcula que 1874 serait l'année de l'avènement du Christ, et enseigna jusqu'à sa mort que celui-ci était invisiblement présent, régnant depuis les cieux à compter de cette date. Il prédit que la période dite « Temps des Gentils » (selon Luc 21, 24) finirait en 1914 et qu'à cette date la bataille d'Har-maguédon aurait lieu et Christ prendrait la direction des affaires terrestres. Il interpréta par la suite la Première Guerre mondiale comme le début d'Har-Maguédôn, qui serait marqué par une détérioration progressive de la société civilisée, ainsi qu'une attaque multinationale à son apogée sur Israël reconstitué accompagné d'une anarchie mondiale. En ce qui concerne 1914, Russell et d'autres Étudiants de la Bible espéraient à cette date être emportés dans les cieux afin de régner avec Christ[14].
- Il rejetait la chronologie commune de la Bible pour calculer les 6 000 ans remontant à la création d'Adam aboutissant à l'année 1874, année où selon lui le Christ serait revenu invisiblement.
- Russell appuyait sa chronologie par la pyramidologie. En effet, il croyait que la Grande Pyramide de Giza avait été construite par Mélchisédek (identifiant les habitants de Salem aux Hyksos) sous la direction de Dieu[15], afin d'être comprise uniquement à l'époque de Russell ; il l'a désignée à l'occasion comme « the Bible in stone » (« la Bible dans la pierre »). En se basant sur certains textes bibliques tels qu'Isaïe 19, 19-20, entre autres, les divers aspects du monument ont été interprétés comme des symboles de la chute de l'homme, de la constitution de la Loi mosaïque, de la mort du Christ, et de la résurrection des oints aux cieux. Des calculs effectués sur la base d'un pouce pyramidal pour une année, donnèrent des dates telles que 1874, 1914 et 1948[16]. Par exemple, 1874 a été trouvée à partir d'une mesure de 3 416 pouces de pyramide[17], mesure mise à jour en 1910 à 3 457 pouces pour désigner 1915[18]. L'idée que la grande pyramide constituait un modèle prophétique de la chronologie biblique, fut soutenue jusqu'en 1928[19].

Russell fut un l'un des premiers prédicateurs chrétiens partisans de ce qu'on a plus tard appelé le sionisme. Empruntant une idée promue par Nelson Barbour, il enseigna dès 1879 que la faveur de Dieu avait été restituée aux juifs à partir de 1878 comme résultat d'un « double » prophétique. En 1910, il conduisit une réunion au célèbre théâtre de l'hippodrome de New York, devant un auditoire incluant des milliers de juifs. Préchant contre leur conversion au christianisme, Russell soutint également que la terre de la Palestine appartenait au peuple juif, et qu'à présent Dieu les appelait à nouveau sur leur terre, qui serait la capitale de son Royaume terrestre. Très tôt, Russell crut - à tort - que les juifs s'assembleraient en Palestine et formeraient leur propre nation d'ici 1910.

### Organisation et édition
Russell, déjà célèbre en tant que pasteur protestant, forma en 1881 une personne morale qui devint une association à but non lucratif : La Watch Tower Bible and Tract Society of Pennsylvania (W. Conley en fut le premier président), qui reste aujourd'hui encore l'entité juridique centrale du mouvement. En 1884, Russell en devint le président. Au départ, le siège de l'organisation se trouvait à Pittsburgh, au 101 de la Cinquième avenue, puis à Allegheny, au 44 de Federal street, et à partir de 1889, à Allegheny toujours, mais au 56-60 Arch street, où le bâtiment à quatre étages a été nommé Maison de la Bible. En 1908, les locaux ont été transférés au 'Béthel de Plymouth' (centre appartenant auparavant à l'Église congrégationaliste) à Brooklyn, au 13-17 Hicks street, rénové et renommé Tabernacle de Brooklyn. Une maison de quatre étages fut également achetée à Brooklyn, 124 Columbia Heights, afin de loger des représentants et des volontaires de la Société Watchtower, et, agrandie par la suite par l'acquisition de bâtiments attenants, baptisée Béthel (Maison de Dieu).
Russell visita vers cette époque plusieurs États des États-Unis (Pennsylvanie, New Jersey, New York, Ohio, Massachusetts, Michigan) afin de réunir les lecteurs de La Tour de garde, qui ne se connaissaient pas jusqu'alors, de façon à former plusieurs congrégations et des réunions hebdomadaires. Russell poussa également ses lecteurs à se faire prédicateurs, notamment en diffusant auprès du public des tracts baptisés d'abord Bible students' tract, puis Old theology quarterly. Les fidèles de l'organisation furent encouragés à quitter leur Église si celle-ci était corrompue et attachée au monde. Dès 1886, l'invitation à la commémoration du Mémorial figura dans La Tour de garde et dès la fin des années 1890, des assemblées d'une semaine débutèrent en différents endroits chez des membres.
En quelques années, plusieurs millions de copies de la Zion's Watch Tower and Herald of Christ's Presence furent distribués en plusieurs langues pour proclamer la présence du Christ et l'aube du millénium. De plus, Russell rédigea six volumes de manuels pour l'étude de la Bible, appelé à l'origine Millennial Dawn (Aurore du Millénium), mais retitré Studies in the Scriptures (Études dans les Écritures) dès octobre 1904, manuels qui regroupaient les doctrines fondamentales résultant de ses dix années d'exégèse dans les années 1870. De ce fait, les Étudiants de la Bible se sont parfois appelés 'Millennial Dawnists' ('Auroristes du Millénium').
Une intense campagne d'évangélisation fut entreprise à travers la presse : en effet, Russell télégraphiait chaque semaine un sermon à un service de presse qui le retransmettait à des journaux américains et européens. De ce fait, en 1913, ces sermons auraient atteint 15 millions de personnes par l'intermédiaire de 2 000 journaux.
En 1907, Russell prédit qu'Har-Maguédôn surviendrait en octobre 1914. Cette année-là, il fonda l'Association internationale des étudiants de la Bible en Grande-Bretagne. Dès le mois de janvier, les Étudiants de la Bible lancèrent des représentations publiques du Photo-drame de la création, une projection combinée d'un film et de vues fixes synchronisée avec le son, couvrant l'histoire de la Bible de la Création à la fin du Millénium. Comme il y eut 80 représentations données quotidiennement dans différentes villes grâce à plus de 20 jeux du Photo-drame de la Création en quatre parties, l'assistance en 1914 s'éleva en tout à plus de neuf millions de personnes. Il y eut aussi l'Eurêka-Drame, moins connu, qui comprenait les disques (discours et musique) et parfois les vues fixes.
Russell meurt le 31 octobre 1916 dans un train à Pampa au Texas, à l'âge de 64 ans, lors d'une tournée nationale de discours. Pendant les dix années suivantes, le pasteur resta pour ses fidèles le « messager de Laodicée » et l' « esclave fidèle et avisé ».

## La radicalisation avec Rutherford (1916-1942)

### Transition et schisme
Selon les dernières volontés et le testament de Russell, un Comité de rédaction de cinq membres fut mis à la tête du magazine La Tour de garde après la mort du pasteur le 31 octobre 1916. Un Comité directeur de trois membres fut désigné par le Conseil d'administration.
Le 6 janvier 1917, lors de l'assemblée générale annuelle de la Société Watchtower, Joseph Franklin Rutherford (également connu sous le nom de « juge Rutherford ») fut élu deuxième président de la Société Watchtower, tandis que Pierson était nommé vice-président et Van Amburgh secrétaire-trésorier. Lors de la même réunion, de nouveaux règlements renforçant l'autorité du président entrèrent en vigueur. Au départ, le Conseil d'administration de la Société s'était opposé à ce changement, mais dans le même temps, les associés les plus proches de Rutherford s'y étaient préparés,. Dans la première des deux brochures Harvest Siftings qu'il a écrites, Rutherford cite le nouveau règlement : « Le président sera toujours le dirigeant exécutif de la Société et le directeur général ». La version du conflit des quatre directeurs a été éditée dans Light after darkness et Facts for shareholders.
Le 20 juin 1917, une réunion des membres du Conseil d'administration réunis au complet ajourna d'un mois une proposition visant à faire revenir le contrôle de la Société au Conseil. Une réunion impromptue du Conseil, en l'absence de Rutherford, fut interrompue par la police. La crise culmina le 17 juillet 1917 à la sortie du livre Le Mystère accompli, livre qui avait été préparé sans consultation du Conseil, et dans la violation des dernières volontés et du testament de Russell ; il fut toutefois considéré comme le septième et dernier volume des Études dans les Écritures. Dans le même temps, Rutherford annonça qu'il congédiait les quatre directeurs du Conseil d'administration au motif que leur élection n'avait pas respecté les règlements de la Société, et les remplaça par de nouveaux membres.
La réaction fut aussi vive que si une « bombe avait éclaté ! ». Rutherford réclama un vote démocratique parmi la communauté des Étudiants de la Bible, dont la majorité soutenait son administration. Le samedi 4 janvier 1919, l'assemblée générale annuelle de la Société Watchtower décida de réélire Joseph Rutherford président et William Van Amburgh secrétaire-trésorier, et d'élire Charles Wise vice-président.
Malgré tout, une dissension et un schisme importants se produisirent dans les congrégations. Certains des opposants à Rutherford quittèrent l'organisation et se désignèrent Étudiants associés de la Bible, ou simplement Étudiants de la Bible. En 1918, l'Institut pastoral de la Bible fut fondé et lança The Herald of Christ's Kingdom. À la même époque, Alexandre Fryetag, ancien dirigeant de la filiale suisse de l'Église, se dissocia et fonda le mouvement des Amis de l'Homme. De son côté, la Société Watchtower fit de nouvelles prédictions concernant 1918, comme la destruction de toutes les Églises, et 1920, avec la fin de toutes les républiques.

### Incarcération des dirigeants
En Amérique, c'est avec Le Mystère Accompli, tiré à 850 000 exemplaires en tout fin 1917, qu'un véritable conflit éclata. Ce livre accusait violemment la hiérarchie catholique, d'incarner l'Antéchrist et de mériter la destruction en 1918 avec toutes les nations chrétiennes. Ces allégations choquèrent nombre de catholiques canadiens qui obtinrent l'interdiction du livre sur le sol canadien, puis, par leur large diffusion, elles attirèrent l'attention du gouvernement des États-Unis, qui venaient d'entrer dans le conflit mondial, en raison de certains passages condamnant la guerre, le patriotisme et la conscription. En 1918, la Société Watchtower publia trois tracts baptisés Nouvelles du Royaume qui contenaient une puissante dénonciation du clergé, accusé notamment d'intolérance religieuse.

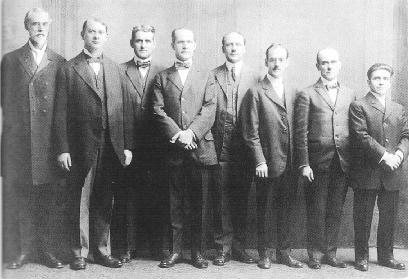
Les administrateurs de la Société Watchtower en 1918
De gauche à droite : W. E. Van Amburgh, J.F. Rutherford, A. H. Macmillan, R. J. Martin, F. H. Robinson, C. J. Woodworth, G. H. Fisher, G. De Cecca

Rutherford et les sept administrateurs de la Société Watchtower furent alors incarcérés à la prison fédérale d'Atlanta et condamnés en 1918 pour avoir écrit, édité et diffusé Le Mystère accompli et avoir incité les membres du mouvement à refuser non seulement de prendre les armes, mais aussi le service non combattant et ce malgré leur revirement soudain, ayant appelé à prier pour la victoire des États-Unis dans La Tour de garde et affirmant avoir soutenu l'effort de guerre en achetant des bons du Trésor. Entretemps, en plus d'appels aux grands journaux, des sénateurs, des gouverneurs et des membres du Congrès américain pour leur demander d'intervenir en faveur des prisonniers, les fidèles de la Société Watchtower organisèrent en mars 1919 une pétition demandant au président Woodrow Wilson leur amnistie, leur libération inconditionnelle ou leur libération sous caution en attendant le procès ; cette pétition réunit 700 000 signatures en deux semaines. Le même mois, les huit prisonniers furent libérés sous une caution d'un montant de 10 000 $ chacun, puis à la suite du constat de plusieurs vices de forme, le jugement fut cassé en attente d'un nouveau procès. Le 5 mai 1920, le procureur du gouvernement annonça en audience publique l'annulation des poursuites suivant la procédure nolle prosequi. Le dimanche 4 mai suivant, Rutherford prononça à Los Angeles un discours intitulé "Un espoir pour l'humanité affligée" qui réunit environ 3 500 personnes.
Pendant l'incarcération des sept administrateurs, le Comité directeur de la Société Watchtower avait décidé de vendre le Tabernacle de Brooklyn et de transférer son siège dans un bâtiment de bureaux échelonné sur deux rues, à Pittsburgh (Federal street et Reliance street).

### Nouvelles attentes pour 1925 et 1929
Une fois libéré de prison, Rutherford activa les Étudiants de la Bible pour prêcher, par exemple au moyen de ses discours lors d'assemblées tenues à Cedar Point, dans l'Ohio, notamment du 1er au 8 septembre 1919 et du 5 au 13 septembre 1922. Il inaugura le magazine L'Âge d'or (Réveillez-vous ! maintenant) en 1919 et mit l'accent sur la nécessité de prêcher en porte-à-porte à partir de 1922. Des campagnes de distribution du livre de Rutherford, Des millions de personnes actuellement vivantes ne mourront jamais, furent organisées, prévoyant la « fin des temps » pour 1925. Les nombreux écrits du président de la Société Watchtower furent distribués par millions grâce à la prédication zélée des fidèles de l'Église. Les phonographes portatifs, les défilés d'hommes-sandwichs et les émissions de radio étaient quelques-unes des méthodes utilisées alors dans le cadre de la prédication. À partir de 1927, les fidèles furent encouragés à participer à la prédication de groupe particulièrement le dimanche. Des missions spéciales de prédication, appelées 'campagnes divisionnaires', se multiplièrent, engendrant nombre d'arrestations au motif de colportage sans autorisation, trouble à l'ordre public ou violation des lois sur le sabbat dominical. Dès lors, un personnel juridique fut spécialement constitué afin de faire valoir les intérêts des fidèles devant les tribunaux des États-Unis et du Canada, notamment sur les questions relatives à l'évangélisation et à la non-participation aux cérémonies nationalistes. Ces batailles légales souvent remportées eurent pour conséquence d'améliorer de façon significative le droit à la liberté d'expression et de religion dans ces deux pays. Dès les années 1930, l'accent fut mis sur le fait de dénoncer la "fausse religion", notamment grâce au livre Ennemis, publié en 1937.
- Dates prophétiques. Après l'échec de la prophétie de 1925, plus aucune date n'a été suggérée dans l'immédiat[66], mais Har-Maguédôn fut toujours présenté comme imminent[67]. De 1925 à 1933, les croyances eschatologiques de l'Église subirent des changements radicaux[68] : l'année 1914 était désormais considérée comme celle du retour du Christ, de son intronisation comme roi et du début des 'derniers jours', et non comme la date finale de la chronologie biblique[69]. La résurrection des oints a été déplacée de 1878 à 1918[70] et l'enseignement du jugement divin des religions a été reporté à 1919[71]. Ces enseignements concernant 1914, 1918 et 1919 font toujours partie du credo officiel de l'Église ; en revanche, les dates de 1799, 1874 et 1878 n'ont plus pour elle aucune signification eschatologique.
- Attente du retour des patriarches. En 1929, une grande villa d'une dizaine de pièces[72] appelée Beth-Sarim fut construite grâce aux offrandes des fidèles en Californie afin d'accueillir les patriarches de l'Ancien Testament[73] ; cette attente ayant été déçue, Rutherford y vécut, avant que la Société Watchtower décide de la vendre après sa mort.

### Des Étudiants de la Bible aux Témoins de Jéhovah
D'un point de vue doctrinal, comportemental et organisationnel, le mouvement connut de nombreux changements à cette période.
- Fêtes et croix. Durant les années 1920 et 1930, l'Église cessa de célébrer les fêtes de Noël (en 1926) et des anniversaires de naissance, rejeta la croix comme symbole chrétien (en 1936) et abandonna la pyramidologie auparavant utilisée par Russell (en 1929)[74]. Le mouvement s'est aussi opposé à la Fête des Mères considérée comme une idolâtrie.
- Exclusivité du salut. À partir de 1925, le mouvement se radicalisa en expliquant que désormais tout individu appartenait soit à l'organisation de Jéhovah (les fidèles de la Société Watchtower), soit à celle de Satan[75].
- Fin du Comité de rédaction. Le Comité de rédaction fut congédié en 1931[76] par Rutherford qui l'avait déjà remplacé à partir de 1925[77].
- Nouveau nom. Le 26 juillet 1931, Rutherford présenta une résolution à une assemblée de Columbus, dans l'Ohio : dans le discours intitulé "Un nouveau nom", il proposait que le groupe adopte le nom de Témoins de Jéhovah, nom basé sur Isaïe 43:10-12. De ce fait, les Étudiants de la Bible restés fidèles à la Société Watchtower se différenciaient dès lors des Étudiants de la Bible restés plus fidèles à l'enseignement de Russell.
- Identification de la « grande foule ». En 1935, lors de l'assemblée du 30 mai au 3 juin, la « grande foule » mentionnée en Révélation 7:9-17 fut identifiée comme une classe d'humains qui devaient se faire baptiser et être aussi fidèles que les oints, et cela en vue d'une espérance de vie éternelle sur la terre. À la suite de cet éclaircissement fut publié en 1936 le livre Richesses[78].
- Refus du salut au drapeau. Rutherford enseigna aussi, dans un discours radiodiffusé le 6 octobre 1935, que le salut au drapeau était « contraire au commandement divin »[79], ce qui entraîna une vague de persécutions aux États-Unis contre des Témoins pendant leur prédication ainsi que l'expulsion des écoles d'État des enfants de fidèles.
- Dénonciation des autres religions. Connu pour sa rhétorique audacieuse et sa personnalité fortement autoritaire, Rutherford inventa l'expression « la religion est un piège et une escroquerie », dénonçant fortement l'Église catholique et la chrétienté en général, le judaïsme moderne, et les gouvernements nationaux. Il s'opposa aussi à la Société des Nations[80] et à la prohibition[81]. Il dénonça aussi vigoureusement le clergé catholique qu'il qualifiait de « bande d'aigrefins »[82].
- Engagement des enfants. Le 16 juin 1941, tous les parents Témoins de Jéhovah se virent rappeler par lettre l'engagement que les enfants devaient avoir dans l'organisation[83]. Le 10 août suivant fut déclaré journée des enfants lors de l'assemblée de district à Saint Louis (du 6 au 10), au cours de laquelle Rutherford prononça un discours titré "Les enfants du Roi" et annonça la parution du livre Enfants. Les 15 000 enfants présents adoptèrent par acclamation une résolution considérée comme une « déclaration de guerre contre les ennemis de la Théocratie » censée démontrer « qu'ils étaient pleinement consacrés au Seigneur et étaient prêts à le servir à partir de maintenant »[84]. Dès lors, les enfants furent encouragés à s'impliquer dans l'activité de prédication[85].

Sous Rutherford, les Témoins de Jéhovah passèrent d'environ 44 000 en 1928 à 115 000 à sa mort en 1942. Néanmoins, jusqu'à 1928, l'assistance avait diminué de près de 75 % par rapport à 1922, en raison des luttes internes à la tête de l'organisation et des prévisions déçues quant à l'année 1925.

### Sous le régime nazi
En Allemagne, en 1933, les Témoins de Jéhovah envoyèrent une Déclaration de Faits au Chancelier du Reich Adolf Hitler, lettre rédigée par les dirigeants tant américains qu'allemands pour obtenir l'annulation de l'interdiction les frappant en Saxe, Bade et Bavière. Certains y voient une recherche maladroite de conciliation idéologique de la part des Témoins de Jéhovah qui, de leur côté, récusent cette interprétation. Dans cette déclaration, les auteurs déclarent qu'« il n'y a jamais eu le moindre argent de juifs qui a contribué à notre œuvre », « les juifs ont complètement rejeté Jésus-Christ et nient avec emphase qu'il est le Sauveur du monde envoyé par Dieu pour le bien de l'humanité » et que « cela est une preuve suffisante pour montrer que nous ne recevons pas de soutien des juifs », puis stigmatisent pêle-mêle l'"empire anglo-américain", la Société des Nations, le capital (big business), les catholiques et les juifs de New York et déclarent être d'« ardents défenseurs » des « buts et idéaux moraux élevés promulgués par le gouvernement national du Reich allemand », en ce qui concerne les injustices commises envers le Peuple allemand et la relation sainte et élevée avec Dieu. Malgré cela, les Témoins de Jéhovah subirent des persécutions à cause de leur refus de prêter serment à Hitler, de faire le salut nazi, ainsi que de porter les armes. Le 7 octobre 1934, toutes les congrégations d'Allemagne envoyèrent une lettre au gouvernement nazi pour le convaincre de leur neutralité politique. À partir d'octobre 1934, la direction ayant décidé de lutter frontalement contre le régime par la distribution de littérature le mettant en cause ouvertement, les persécutions redoublèrent d'intensité, et prirent différentes formes : interdictions, arrestations, internements, emprisonnements et déportations. Si une bonne moitié des Témoins de Jéhovah allemands, selon les derniers chiffres de 1933, ne souhaitèrent pas suivre leur hiérarchie dans ce combat à mort contre Hitler, environ 10 000 Témoins de Jéhovah allemands et européens auraient connu la prison ou les camps de concentration, 1 200 seraient morts dans les camps dont 250 par exécution (le site United States Holocaust Memorial Museum parle de 2 500 à 5 000 morts en tout dont 200 par exécution). Dans les camps de concentration, le triangle violet était le signe distinctif imposé par l'administration carcérale nazie. 

## L'accroissement avec Knorr (1942-1975)
À la suite d'une réunion des deux Conseils d'administration le 13 janvier 1942, Nathan Homer Knorr, membre du Béthel de Brooklyn depuis 1923, fut élu nouveau président de la Société Watchtower. Hayden Covington, avocat du mouvement, fut élu vice-président, avant de céder sa place à Frederick William Franz le 5 octobre 1945.

### Changements organisationnels
Réputé administrateur efficace, Knorr fonda en 1943 l' « École du ministère théocratique » pour former l'ensemble des fidèles à la prédication et l'enseignement ; à cet effet, la brochure Cours pour le ministère théocratique fut publiée lors de l'assemblée "Appel à l'action", tenue aux États-Unis les 17 et 18 avril. Cette école a de nos jours lieu chaque semaine dans chaque congrégation. Proposée lors de la réunion commune des Conseils d'administration du 24 septembre 1942, l' « École de Guilead » entra en vigueur le 1er février 1943 avec pour fonction pour former en vingt semaines des missionnaires. Elle se tint d'abord à la Ferme du Béthel, à South Lansing, dans l'État de New York. Albert Schoeder, futur membre du Collège central, en était alors secrétaire et dirigea le comité organisateur. L' « École du ministère du Royaume », située à South Lansing, fut également instituée, le 9 mars 1959, afin de former les surveillants dans les congrégations.
Afin d'évaluer les besoins des filiales dans différents pays, Knorr effectua de nombreux voyages internationaux de 1945 à 1956, voyages relatés dans La Tour de garde. Par la suite, des surveillants de filiales expérimentés furent nommés serviteurs de zone (actuellement surveillants de zone) afin de répartir les tâches de visite aux filiales et maisons de missionnaires. À partir du 1er octobre 1972, les congrégations ne furent plus dirigées par un seul surveillant, mais par un collège d'anciens, dont l'un serait le président, et les candidatures aux fonctions d'anciens et d'assistants ministériels (appelés Serviteurs ministériels à l'époque) seraient désormais soumises au préalable à la Société. Le 6 septembre 1971, il fut convenu que chaque membre du Collège central présiderait la Société Watchtower à tour de rôle suivant l'ordre alphabétique.
Par ailleurs, des publications, comme les livres Équipés pour toute bonne œuvre et Que Dieu soit reconnu pour vrai ! en 1946, Éprouvez toutes choses en 1953, Du paradis perdu au paradis reconquis en 1958, Toute Écriture est inspirée de Dieu et utile en 1963, furent éditées pour aider les fidèles à l'enseignement biblique. Dès le 1er septembre 1953, un programme de formation à la prédication fut entrepris dans les congrégations. Vice-président de Knorr, Frederick William Franz était devenu le principal théologien, et fut sans doute le principal traducteur de la Traduction du Monde Nouveau des Saintes Écritures, d'abord parue en partie (Nouveau Testament) en anglais courant en 1950. À la même époque furent édités la King James version en anglais (Bible du roi Jacques), une version interlinéaire grec-anglais du Nouveau Testament (The Kingdom Interlinear Translation of the Greek Scriptures) et un dictionnaire biblique (Auxiliaire pour une meilleure intelligence de la Bible). En 1968 fut publié le livre La vérité qui conduit à la vie éternelle destiné à servir de manuel d'étude pour inciter les personnes fréquentant les Témoins de Jéhovah à s'engager par le baptême.

### Progression des effectifs
Sous la direction de Knorr, les effectifs connurent une progression importante en France et dans le monde. En 1947, la moyenne des proclamateurs en France était de 2 184 (181 071 dans le monde), 30 ans plus tard en 1977 lors de son décès cette même moyenne s'établissait à 64 549 (2 117 194 dans le monde). Toutefois, durant la révolution sexuelle des années 1960, plusieurs milliers de Témoins furent exclus du mouvement chaque année.
Le nombre de filiales passa de 25 en 1942 à 97 en 1976. De même, l'assistance aux assemblées augmenta considérablement : par exemple, l'assemblée "Accroissement de la théocratie" tenue du 30 juillet au 6 août 1950 au Yankee Stadium de New York réunit l'assistance record à l'époque de 123 000 personnes ; celle nommée "La volonté divine" organisée du 27 juillet au 3 août 1958 rassembla 253 922 assistants.

### La prédiction de 1975
Malgré l'échec de la prophétie de 1925, Har-Maguédôn avait toujours été présenté comme imminent; mais ce n'est que vers 1966 que l'organisation se risqua à nouveau à calculer une date. Pendant les années 1960 et au début des années 1970, beaucoup de références sont apparues dans les publications et lors des assemblées suggérant que le règne millénaire du Christ commencerait d'ici 1975, année marquant les 6 000 ans de la création de l'homme selon la compréhension biblique de la Société Watchtower. À l'approche de cette date, les fidèles furent plus que jamais encouragés à s'investir davantage dans l'activité de prédication et à renoncer à une carrière dans le monde profane. Bien que l'échéance de 1975 eût été avancée avec plus de prudence, la ferveur des fidèles redoubla, amenant un prosélytisme accru et le refus de tout compromis. Les Témoins de Jéhovah subirent alors de nouvelles persécutions, dont une terrible au Malawi.
L'échec de la prédiction de 1975 amena une nouvelle crise ; de plus, à la même époque, une tentative du Collège central de régenter la vie sexuelle des couples mariés entraîna d'autres départs et excommunications. Sur un total de plus de deux millions de Témoins de Jéhovah, 95 000 quittent le mouvement entre 1973 et 1975, et 551 000 de 1975 à 1979. Dans les cinq années après 1975, environ 20 % des fidèles ont quitté le mouvement ou sont devenus inactifs. Cette crise toucha les instances dirigeantes ; une réforme interne donna en 1976 l'essentiel des pouvoirs au Collège central, le président n'ayant plus qu'un rôle administratif sur la Société Watchtower, elle-même ramenée à son rôle d'entité commerciale.

## Le Collège central (1976)

### Crise de conscience
Quand Knorr meurt en 1977, Frederick Franz lui succède avec un pouvoir limité. Il reste cependant président de la société Watchtower jusqu'à sa mort, en 1992.
Au sein même du Collège central, la doctrine est alors remise en cause, non seulement sur les éléments qui ont amené à avancer de la date de 1975, mais aussi sur les principes selon lesquels il y aurait deux classes d'élus, la grande foule et les oints, ainsi que sur l'importance de la date de 1914, dont la génération devait voir Armageddon. Raymond Franz, neveu du président et lui-même membre du Collège central, est impliqué dans ces désaccords et démissionne avant d'être exclu en 1981.
Selon l'historien Bernard Blandre, environ 13 000 personnes sont exclues dans l'épuration qui suit, mais celle-ci n'entraîna pas de nouvelle dissidence, et dès 1982-1985 le mouvement reprend sa croissance.

### Affiliation à l'ONU
En 1986, le mouvement met en rapport la proclamation cette année-là par l'ONU de l' « année internationale de la paix » avec le texte de 1 Thessaloniciens 5 : 2, 3 prédisant « une destruction soudaine » à ceux qui diront « paix et sécurité ». En 1992, ils s'affilient pourtant secrètement en tant qu'ONG à cette organisation. En 2001, lorsque l'affaire est rendue publique par le journal anglais The Guardian, les dirigeants Témoins de Jéhovah demandent immédiatement leur désaffectation, ce qui leur vaut d'être qualifiés d'hypocrites par le journal.

### Redéfinition du terme «génération»
En 1995, ils abandonnent l'idée que bon nombre de ceux qui étaient nés avant 1914 verraient nécessairement la guerre d'Armageddon de leur vivant. Le mouvement continue toutefois de présenter cet évènement comme étant très proche,.

### Réorganisation interne
En 2000, le Collège Central se sépare de la gestion matérielle de l'organisation. Ses membres démissionnent de leur position au sein des conseils d'administration des différentes entités juridiques internationales pour se consacrer en priorité à l'enseignement religieux. Ils continuent néanmoins d'être consultés sur les projets du mouvement.

### Normalisation?
Peu avant l'an 2000, des évolutions ont donné à penser aux sociologues que le mouvement s'engageait vers une normalisation. En particulier, les Témoins de Jéhovah avaient entamé un dialogue avec certains États quant à leur statut, l'objection de conscience ou les alternatives aux transfusions sanguines. Cette impression fut toutefois contredite par la réaffirmation lors des grandes assemblées des Témoins de Jéhovah en 2006 de leur détermination à « ne pas faire partie du monde ».

### Déménagement du siège de Brooklyn
En 2004, alors que la valeur de l'immobilier flambe à New York, les témoins de Jéhovah commencent à déménager leur siège mondial, situé jusqu'alors à Brooklyn. Ils vendent alors une de leurs propriétés, située sur Furman Street, pour 205 millions de dollars. En 2009, les témoins de Jéhovah achètent un terrain à Warwick pour y reloger leur siège mondial. Le coût de construction du nouveau siège est estimé à 11,5 millions de dollars. En 2012, ils vendent plusieurs propriétés de Brooklyn, dont un hôtel de luxe, le Bossert, pour 81 millions de dollars. En 2013, ils vendent plusieurs propriétés sur Dumbo Height pour 375 millions de dollars, puis en avril 2016, font de même pour leur siège mondial du 25-30 Columbia Heights, ainsi que d'autres bâtiments proches, pour un montant d'environ 700 millions de dollars. En septembre 2016, le total de la vente de 21 immeubles sur la trentaine que possède la société Watchtower à Brooklyn a rapporté 1,3 milliard de dollars. En 2016, un hôtel de luxe, le « Towers », estimé à 140 millions de dollars, est mis en vente. Entre septembre 2016 et mai 2017, d'autres propriété sont encore vendues, rapportant un total de 558 millions de dollars supplémentaires.

### Interdiction en Russie
En avril 2017, la Cour suprême de la fédération de Russie interdit les témoins de Jéhovah pour extrémisme, ordonnant la fermeture de la filiale du pays et la dissolution de toutes les associations locales. Le mouvement, qui compte alors 175 000 adeptes dans ce pays, est accusé de détruire les familles, de promouvoir la haine et de représenter un danger pour la vie humaine. Cette interdiction est largement condamnée en Europe et aux Etats-Unis.